# 孤独
孤独（こどく、英: solitude）とは、精神的なよりどころとなる人や、心の通じあう人などがなく、さびしいこと。
たとえば、物理的には大勢の人々に囲まれていても、自分の心情が周囲の人から理解されていない、と感じているならば、それは孤独である。当人が、周囲の人たちとは心が通じ合っていないということに気付いていれば孤独である。たとえ周囲の人々の側が、その人と交流があると勝手に思っていても、当人が、実際には自分が全然理解されていないと気付いていれば孤独である。
英語においては、solitudeは単に一人でいることを自発的に選択することを意味するが、孤独感（Loneliness）は寂しいというネガティブな感情を伴うものをいう。

## 種類・分類
クラーク・ムスターカスが「孤独感には自己疎外・自己拒否からくる孤独と、実存的孤独がある」と述べているように、孤独と、それに伴う孤独感には自分と他者・世界との関係で捉えたものや、人間の存在そのものから来る孤独感など様々な視点がある。

### ライフサイクルと孤独の種類
孤独の感じ方は、発達段階の各時期によって異なることが知られている。落合良行によれば、児童期の孤独感は物理的にひとりになったときに体験するものがほとんどである。思春期になると、周囲に人がいても疎外感の体験などから孤独を感じるようになる。青年期には他人との関係ばかりではなく、自分の内面との関わり方・考え方の違いが重要な要因となる。
老年期になると、単身世帯になる場合や、活動や交際範囲が縮小するなど人や社会とのつながりが減少しがちであり、孤独感との関連性が見られる。また、死を意識するようになり、人生を超えた時間的展望の中で孤独を感じるようになる。

## 孤独と健康
孤独は、うつ病やアルツハイマー病のリスクを高め、認知機能の低下を加速させる可能性がある。思考力や記憶力を高めるために、多くの人と交流する必要はない。2～3人見つかればそれでいいのである。社会化は、思考力の低下を招く慢性的なストレスの軽減にもつながり、記憶力向上への好循環が期待できる。有益な交友関係（ソーシャルキャピタル）の量や質に対する満足度は、主観的な幸福量を決定する上で重要なファクターである。ソーシャルキャピタルが欠落した状態では、人によっては心身の健康を害することが知られている。孤独感を測定する「UCLA孤独感スケール」と呼ばれる基準によって行われた研究では、孤独感の感受性は「他人を信頼できるか」といった個人の性格（気質）の特性のひとつとされている。孤独感の感受性は遺伝するということが行動遺伝学の双子研究によって示されており、二卵性双生児より一卵性双生児のほうが孤独感の感じやすさと強い相関性が示された。VBM検査を使った脳の研究では、孤独感の感じやすさは情動系よりも、視線などの他者からのシグナルを解釈する基本的な社会信号知覚を司る部位の発達に関係があると見られている。社会信号の認知能力は、訓練や他者とのコミュニケーションの頻度を上げることなどで向上する可能性はある。
ドロセア・オレムのセルフケア不足看護理論では、普遍的セルフケア要件として「孤独と社会的相互作用の維持」が挙げられており、片方を集中や排除するのではなく、両者のバランスが重要とされる。

## 宗教的な境地と孤独
古今東西の宗教の修行者、求道者のなかには、聖なる何かに近づくためにあるいは聖なる精神状態へ入るために、腐敗している人間社会とは一旦距離を置く必要を感じ、そのために意識的に人間関係を断ち意識的に孤独を選ぶ人がいる。
新約聖書のマタイ、マルコ、ルカのいずれにもイエス・キリストが荒野で40日間さまよった（そして悪魔からの誘惑をしりぞけた）と書かれている。（なお聖書には人間社会というものは腐敗している、神の考えからすっかり逸脱してしまっているということがかなりはっきりと書かれている）。また聖アントニウスも孤独の中で聖性を得た。あるいはアッシジのフランチェスコなどもみずから意識的に、腐敗した人間社会を避け孤独を主体的に選びとり、自然の中に生き太陽や草木を友として生きることで自然の創造主であり万物の創造主と聖書に書かれているヤハウェのみわざやアガペーを自分の身で直接的にありありと感じることができた。そうして聖性を得たフランチェスコを目の当たりにした人々が彼を慕って周囲に集まるようになり、やがて大きなうねりとなり、結果として教皇までも動かすほどのうねりを引き起こしカトリック教会の改革にも貢献した。
キリスト教で神と直接につながるために隠者・隠修士となることを自ら選びとるという流れはその後も、人数的には多くはないものの、脈々と続いている。後代のキリスト教神秘主義者も少なからず孤独を選びとっている。20世紀でもギリシアの正教会の一部の修道士は、他の信者と接触もとらず、たったひとりで、ギリシアの山の中の小さな庵、ベッドひとつしか家具がないような庵に籠り、ひたすらに聖書の神に祈り神を身近に感じる生活を生涯つらぬいている人々が少数ながらいる（ここ数十年のNHK取材によるドキュメンタリー番組などでも、そうした修道者の生活の様子が放送されたことがある）。
インドでは、何らかの精神的な境地にたどりつくために、人々から離れて瞑想修行を重ねたり、あるいは苦行に励む伝統があり、シャカ族の王子だった釈迦牟尼も、当時の苦行者たちを見て、自身もそうした修行を行ったあと、菩提樹の下で一人で居たときに悟りを得たとされ、そうして社会に戻り仏教を説き始めた（初転法輪）
。初期の仏教に限らず、現在の日本の禅宗でも他者とだらだらと会話をするようなことおしゃべりをするようなことはできるだけ避けて、ひたすら「座る」つまり座禅を組んで自分自身の心を観ずるという修行を行う。またインドでは孤独な修行を選ぶ伝統が現在も脈々と続いており、インドでは一旦仏教がすっかり廃れてしまったので現在ではたいていはヒンドゥー教の修行者という形だが、かなりの人数の人々が孤独な修行を行っている。
日本では、修験道の山伏といわれる行者が山に籠もる修行が知られているほか、中世には西行・卜部兼好などにより『徒然草』といった文学作品が生み出され、隠者文学と呼ばれている。
オーストラリアのアボリジニの中では、人生も終わりに近づいた老人が一人になり、瞑想生活に入る。彼らは「ドリームタイム」といった神秘体験をするという。

## 哲学や文学と孤独
人間の精神性において、孤独は必ずしもネガティブなものという訳ではない。ドイツの哲学者マックス・シュティルナーが「孤独は、知恵の最善の乳母である。」という格言を残しているように、孤独状態において人間は自分の存在などについて考えること（→哲学）を強いられ、その結果、創造性、想像力などにつながると多くの哲人は結論付けた。このような精神の働きは心理学の側面から昇華と呼称され、文化や芸術における創作活動では、それから生み出された作品が数多く存在する。この中には、寂寞とした心理を表現したものから、より高次の存在を表したもの、または孤独によって増した愛情を更に濃密に描き出したものなどがある。
フランスの哲学者エマニュエル・レヴィナスは、「主体の孤独とは、そもそも主体が救いの手を差しのべられることなく存在している、という事実ではなくて、主体が自分自身の餌食として投げ出されている、自分自身のうちに引きずり込まれている、ということなのである」と述べている。

## 文化圏ごとの孤独に対する見解
アメリカ、イギリス

友人・同僚・その他宗教・スポーツ・文化グループの人々と、全く（赤）、あるいは滅多に（青）付き合わないと回答した割合（1999-2002年）

アメリカとイギリスでも孤独に対する態度は異なる。英国において、社交会場にて壁際で佇んでいる者に無暗に声を掛けることは、むしろマナー違反ですらある。『豊かなイギリス人』では、ある者の弁として米国と英国のパーティーを比較した場合を例として示している。米国のパーティーで一人所在無さげに立っていると、皆が「寂しかろう」などと感じ声を掛けてくるが、英国の場合では「彼は孤独を愛しているのだ」と判断して、声をかけないという。
日本
日本では孤独を社会から孤立していることと同義に扱われる傾向が根強い。
アニミズムの支配的な地域？
民俗学的に見てもアニミズム観から孤独な状態にいるものには悪霊が付くと信じられている地域もあり、それらでは一種の呪術（または「おまじない」）的側面から「声を掛ける」といった風習も見られる。こういった文化の強い地域では、孤独と見られる状態にある者には、積極的に他者が働き掛けることこそが美徳とされる。

## 類型
孤独には、それに近しい・もしくは含まれる概念が多数存在する。
- 他人から強いられた場合には「隔離」
- 社会的に周囲から避けられているのであれば「疎外」
- 単に一人になっているのであれば「孤立」

という言い方もする。一人でいて、それがただ寂しい（他人との交流を求めているのに、その欲求が満たされない状態）という場合もある。英語では、この単なる人恋しくて寂しいという場合は、loneliness として、solitude とは区別される。
- 他を寄せ付けず気高い様子は「孤高」

と呼ばれるものは、当人の主観はどうあれ、その優れた性質にも拠り他が近づき難い状況を指す。単に珍奇だとか不快とかで近づき難い存在を指して孤高とは呼ばず、他の追従を許さない優れた性質を表す場合に使われる。用法としては「孤高の天才」など。

## その他
暗く沈んだ気持ちにある者に励ましを入れたがる人もいるが、励ましがむしろストレスとなる場合もある。特にうつ病では、激励をしてしまうことは、むしろ医学上の禁忌である。